# Fortune hadművelet – A nagy átverés
A Fortune hadművelet – A nagy átverés (eredeti cím: Operation Fortune: Ruse de Guerre) 2023-ban bemutatott amerikai akciófilmvígjáték, amelyet Ivan Atkinson és Marn Davies forgatókönyve alapján Guy Ritchie rendezett. A főbb szerepekben Jason Statham, Aubrey Plaza, Josh Hartnett, Cary Elwes, Bugzy Malone és Hugh Grant látható.
Az Amerikai Egyesült Államokban 2023. január 12-én mutatták be. Magyarországon január 5-én került a mozikba a Fórum Hungary forgalmazásában.

## Cselekmény
Egy különleges ügynök Hollywood egyik legnagyobb filmsztárját kéri fel, hogy segítsen egy titkos küldetésben, amikor egy új fegyvertechnológia a világrend felborulásával fenyeget.

## Szereplők
| Szerep          | Színész          | Magyar hang       |
| --------------- | ---------------- | ----------------- |
| Orson Fortune   | Jason Statham    | Epres Attila      |
| Sarah Fidel     | Aubrey Plaza     | Nemes Takách Kata |
| Danny Francesco | Josh Hartnett    | Varga Gábor       |
| Nathan Jasmine  | Cary Elwes       | Dányi Krisztián   |
| J.J.            | Bugzy Malone     | Pál András        |
| Greg Simmonds   | Hugh Grant       | Stohl András      |
| Emilia          | Lourdes Faberes  | Hámori Gabriella  |
| Ben Harris      | Max Beesley      | Vida Péter        |
| Knighton        | Eddie Marsan     | Scherer Péter     |
| Casa            | Kaan Urgancıoğlu | Mészáros András   |

### Magyar változat
- Felolvasó: Endrédi Máté
- Magyar szöveg: Jeszenszky Márton
- Hangmérnök és vágó: Szabó Miklós
- Gyártásvezető: Boskó Andrea
- Szinkronrendező: Kosztola Tibor
- Produkciós vezető: Balázs Barbara Orsolya

A szinkront a Freeman Film megbízásából a Dub 4 Studios készítette.

## A film készítése
A forgatókönyvet Ivan Atkinson, Marn Davies és Ritchie írta. A Miramax által gyártott projektet az STXfilms forgalmazza.
2020 decemberében Aubrey Plaza csatlakozott a szereplőgárdához, 2021 januárjában Cary Elwes, Bugzy Malone és Josh Hartnett mellékszereplőként írt alá szerződést a készülő filmbe. 2021 februárjában Hugh Grant is a film egyik szereplője lett.
A forgatás 2021. január 14-én kezdődött a törökországi Antalyában, majd Farnborough-ban és Katarban zajlott. A korábban Five Eyes címen ismert filmet 2021 szeptemberében átnevezték Operation Fortune: Ruse de Guerre-ra.
2023. január 12-én mutatták be az Egyesült Államokban. Az eredeti időpont 2022. január 21-re volt kitűzve.

## Fordítás
- Ez a szócikk részben vagy egészben  az   Operation Fortune: Ruse de Guerre című angol Wikipédia-szócikk ezen változatának fordításán alapul.  Az eredeti cikk szerkesztőit annak laptörténete sorolja fel. Ez a jelzés csupán a megfogalmazás eredetét és a szerzői jogokat jelzi, nem szolgál a cikkben szereplő információk forrásmegjelöléseként.